# Corinna natalis
Corinna natalis là một loài nhện trong họ Corinnidae.
Loài này thuộc chi Corinna. Corinna natalis được Mary Agard Pocock miêu tả năm 1898.